# August Westerdal
August Wilhelm Westerdal, född 6 januari 1821 i Uddevalla församling, Göteborgs och Bohus län, död 4 december 1884 i Tösse församling, Älvsborgs län, var en svensk jurist och riksdagsman.
Westerdal var vice häradshövding och godsägare till Strömsberg och Östra Vittlanda i Tösse socken. Som riksdagsman var han ledamot av andra kammaren 1870–1881 som representant för Tössbo och Vedbo domsagas valkrets. Han efterträddes i valkretsen av Peter Andersson i Högkil.